# Elecciones federales de 1985 en Chihuahua
Las elecciones federales de 1985 en Chihuahua se llevaron a cabo el domingo 7 de julio de 1985, y en ellas se renovaron los siguientes cargos de elección popular:
- 14 diputados federales. Miembros de la cámara baja del Congreso de la Unión. Diez elegidos por mayoría simple y cuatro mediante el principio de representación proporcional a partir de la lista regional por partido correspondiente a la segunda circunscripción electoral. Todos ellos electos para un periodo de tres años a partir del 1 de septiembre de 1985 sin posibilidad de reelección para el periodo inmediato.

## Resultados electorales

### Diputados federales por Chihuahua

#### Diputados electos
| Candidato                       | Partido | Distrito    | Tipo de elección            |
| ------------------------------- | ------- | ----------- | --------------------------- |
| Eduardo Turati Álvarez          |         | Distrito 1  | Mayoría relativa            |
| Jacinto Gómez Pasillas          |         | Distrito 2  | Mayoría relativa            |
| Héctor Mejía Gutiérrez          |         | Distrito 3  | Mayoría relativa            |
| Óscar Luis Rivas Muñoz          |         | Distrito 4  | Mayoría relativa            |
| Alonso Aguirre Ramos            |         | Distrito 5  | Mayoría relativa            |
| Fernando Baeza Meléndez         |         | Distrito 6  | Mayoría relativa            |
| Jorge Doroteo Zapata            |         | Distrito 7  | Mayoría relativa            |
| Edeberto Galindo Martínez       |         | Distrito 8  | Mayoría relativa            |
| Fernando Abarca Fernández       |         | Distrito 9  | Mayoría relativa            |
| José Bernardo Ruiz Ceballos     |         | Distrito 10 | Mayoría relativa            |
| María del Carmen Jiménez Méndez |         | N/A         | Representación proporcional |
| Hildebrando Gaytán Márquez      |         | N/A         | Representación proporcional |
| José Ángel Aguirre Romero       |         | N/A         | Representación proporcional |
| Rubén Aguilar Jiménez           |         | N/A         | Representación proporcional |

#### Resultados
|  | 36.95 % |

|  | 51.56 % |

|  | 0.56 % |

|  | 0.28 % |

|  | 0.30 % |

|  | 1.49 % |

|  | 0.61 % |

|  | 2.16 % |

|  | 0.10 % |

|  | 6.00 % |

|  | 100 % |

- Nota: No incluye los resultados de 106 casillas del Distrito 3 toda vez que en un inicio el Comité Distrital Electoral no incluyó los resultados de estas casillas en el cómputo distrital.[3]

Los resultados anteriormente expuestos, difieren de los dados en las actas de escrutinio del día de la elección según información publicada por El Diario de Juárez en su edición del 18 de julio de 1985. Véase sección sobre acusaciones de fraude electoral.

##### Distrito 1: Chihuahua
|  | 51.42 % |

|  | 39.91 % |

|  | 0.73 % |

|  | 0.17 % |

|  | 0.56 % |

|  | 1.62 % |

|  | 0.51 % |

|  | 1.09 % |

|  | 0.27 % |

|  | 0.00 % |

|  | 96.28 % |

|  | 3.72 % |

|  | 39.23 % |

|  | 60.77 % |

##### Distrito 2: Hidalgo del Parral
|  | 34.06 % |

|  | 53.63 % |

|  | 0.51 % |

|  | 0.35 % |

|  | 0.16 % |

|  | 1.00 % |

|  | 0.19 % |

|  | 0.14 % |

|  | 0.01 % |

|  | 0.00 % |

|  | 90.05 % |

|  | 9.95 % |

|  | 47.94 % |

|  | 52.06 % |

##### Distrito 3: Ciudad Juárez
|  | 60.22 % |

|  | 33.42 % |

|  | 0.36 % |

|  | 0.18 % |

|  | 0.44 % |

|  | 0.40 % |

|  | 0.04 % |

|  | 0.44 % |

|  | 0.07 % |

|  | 0.00 % |

|  | 96.04 % |

|  | 3.96 % |

|  | 2.43 % |

|  | 97.57 % |

- Nota: Los resultados de este distrito no fueron ponderados en el total nacional publicado en el Diario Oficial de la Federación.[5] Los resultados computados corresponden únicamente a los de 10 casillas debido a que el Comité Distrital Electoral no computó los resultados de otras 106 casillas, debido a que careció de la documentación correspondiente en el plazo señalado por la Ley Federal de Organizaciones Políticas y Procesos Electorales (LFOPPE), como consta en el acta de fecha 14 de julio anterior del organismo electoral mencionado.[3]

Debido a la situación anteriormente expuesta, el Colegio Electoral de la Cámara de Diputados ordenó el 24 de septiembre que se incluyeran los resultados de las 106 casillas en mención, resultando de la siguiente manera:
|  | 57.99 % |

|  | 39.54 % |

|  | 0.35 % |

|  | .20 % |

|  | 0.36 % |

|  | 0.47 % |

|  | 0.19 % |

|  | 0.82 % |

|  | 0.08 % |

|  | 0.00 % |

|  | 100.00 % |

|  | 0.00 % |

|  | 40.98 % |

|  | 59.02 % |

##### Distrito 4: Ciudad Juárez
|  | 54.44 % |

|  | 30.57 % |

|  | 0.29 % |

|  | 0.18 % |

|  | 0.25 % |

|  | 0.52 % |

|  | 0.16 % |

|  | 4.63 % |

|  | 0.15 % |

|  | 0.01 % |

|  | 91.10 % |

|  | 8.90 % |

|  | 32.42 % |

|  | 67.58 % |

##### Distrito 5: Guerrero
|  | 10.34 % |

|  | 82.46 % |

|  | 1.14 % |

|  | 0.21 % |

|  | 0.31 % |

|  | 1.75 % |

|  | 1.13 % |

|  | 1.38 % |

|  | 0.03 % |

|  | 0.01 % |

|  | 98.75 % |

|  | 1.25 % |

|  | 41.66 % |

|  | 58.34 % |

##### Distrito 6: Camargo
|  | 31.76 % |

|  | 62.48 % |

|  | 0.27 % |

|  | 0.73 % |

|  | 0.17 % |

|  | 1.20 % |

|  | 0.20 % |

|  | 0.53 % |

|  | 0.03 % |

|  | 0.00 % |

|  | 97.36 % |

|  | 2.64 % |

|  | 47.68 % |

|  | 52.32 % |

##### Distrito 7: Chihuahua
|  | 42.29 % |

|  | 49.04 % |

|  | 0.66 % |

|  | 0.13 % |

|  | 0.31 % |

|  | 1.40 % |

|  | 1.03 % |

|  | 4.30 % |

|  | 0.21 % |

|  | 0.01 % |

|  | 100.00 % |

|  | 0.00 % |

|  | 37.93 % |

|  | 62.07 % |

##### Distrito 8: Ciudad Juárez
|  | 41.36 % |

|  | 33.37 % |

|  | 0.24 % |

|  | 0.17 % |

|  | 0.25 % |

|  | 0.45 % |

|  | 0.13 % |

|  | 1.34 % |

|  | 0.03 % |

|  | 0.01 % |

|  | 77.35 % |

|  | 22.65 % |

|  | 28.53 % |

|  | 71.47 % |

##### Distrito 9: Nuevo Casas Grandes
|  | 25.37 % |

|  | 58.39 % |

|  | 0.61 % |

|  | 0.17 % |

|  | 0.29 % |

|  | 3.63 % |

|  | 0.64 % |

|  | 3.64 % |

|  | 0.07 % |

|  | 0.00 % |

|  | 92.81 % |

|  | 7.19 % |

|  | 60.55 % |

|  | 39.45 % |

##### Distrito 10: Cuauhtémoc
|  | 28.97 % |

|  | 59.74 % |

|  | 0.75 % |

|  | 0.31 % |

|  | 0.43 % |

|  | 2.79 % |

|  | 1.94 % |

|  | 2.22 % |

|  | 0.06 % |

|  | 0.01 % |

|  | 97.24 % |

|  | 2.76 % |

|  | 34.45 % |

|  | 65.55 % |

## Acusaciones de fraude electoral
Desde antes de que se realizara la elección, diversos partidos opositores ya acusaban al oficialista Partido Revolucionario Institucional de estar preparando un fraude electoral de grandes dimensiones, en donde denunciaron que se empadronaron a 150 mil personas que no existían, a lo que el Consejo Estatal de Elecciones comentó que se había tratado de un «error de computadora», siendo revertido posteriormente.
El día de las elecciones, el PRI se declaró ganador en los diez distritos mientras que el PAN hizo lo mismo en los dos de la ciudad de Chihuahua y los tres correspondientes a Ciudad Juárez.
Por su parte, el PAN y Guillermo Luján Peña, candidato de ese partido al Distrito 7 con cabecera en la capital del estado, acusaron al PRI y a su candidato, Jorge Doroteo Zapata de fraude electoral, puesto que los panistas alegaban que habían ganado por más de 7 mil votos. Ante esta situación, el PAN acusó al PRI de modificar y falsificar las actas de escrutinio de algunas casillas, mientras que el PRI impugnó varias casillas en las que ganó el PAN, entre ellas la casilla 27 de la ciudad de Chihuahua en donde había votado el gobernador del estado, Óscar Ornelas Kuchle, en donde acusaba al PAN de coaccionar el voto el día de la elección.
En los días posteriores, diversos representantes del PRI en casilla acudieron con notarios públicos a dar fe de que seguidores del PAN habían realizado proselitismo el día de la elección, mientras que a la par diversos miembros del Partido Socialista Unificado de México y del Partido Mexicano de los Trabajadores reconocían el triunfo del PAN en cinco de los diez distritos del estado. Posteriormente, el PAN inició una campaña para buscar convencer a la población de que el fraude que alegaban en el Distrito 7 había sucedido, colgando en la Plaza de Armas de la ciudad, una copia de todas las actas de escrutinio del día de la elección, correspondientes a dicho distrito,  a la par que el presidente municipal de Chihuahua, Luis H. Álvarez y su esposa Blanca Magrassi Scagno iniciaron una huelga de hambre en la que recaudaron más de cien mil firmas de ciudadanos para «exigir el respeto al voto».
A su vez, los resultados del Distrito 3 fueron controvertidos debido a que en el primer cómputo oficial solo se tomaron en cuenta los votos correspondientes a diez casillas toda vez que debido a que el Comité Distrital Electoral omitió el cómputo de 106 casillas de dicho distrito, hecho que fue calificado por el PAN y su candidato, Héctor Mejía Gutiérrez de un intento de fraude para buscar posicionar en la diputación federal al periodista Arnoldo Cabada de la O. Debido a esta situación, en Ciudad Juárez el presidente municipal, Francisco Barrio Terrazas, su esposa Hortensia Olivas, y los candidatos a diputados federales por los distritos de esa ciudad, Héctor Mejía Gutiérrez, Óscar Luis Rivas Muñoz	
y Edeberto Galindo Martínez junto a sus suplentes José Antonio Badía San Martín, Olvido Álvarez y Eliher Flores Prieto también iniciaron una huelga de hambre de cinco días en la que se exigía —al igual que en la capital del estado— el «respeto al voto» y en la que se recabaron 200 mil firmas ciudadanas con ese propósito.
Por otra parte, según consta en datos publicados por El Diario de Juárez en su edición del 18 de julio de 1985, las cifras obtenidas por los partidos políticos en la elección de 1985 fueron las siguientes:
| Distrito                                                 |         |         |         |         |       |         |       |       |       |       |     | N.R. | Nulos  | Total votos | Total votos | Padrón    |
| Distrito                                                 | Actas   | Cómputo | Actas   | Cómputo | Actas | Cómputo |       |       |       |       |     | N.R. | Nulos  |             |             | Padrón    |
| -------------------------------------------------------- | ------- | ------- | ------- | ------- | ----- | ------- | ----- | ----- | ----- | ----- | --- | ---- | ------ | ----------- | ----------- | --------- |
| Distrito 1                                               | 29,106  | 25,587  | 22,360  | 19,858  | 363   | 85      | 280   | 806   | 255   | 541   | 134 | 0    | 1,850  | 53,278      | 49,759      | 126,852   |
| Distrito 2                                               | 19,252  | 18,480  | 20,414  | 29,097  | 279   | 192     | 86    | 543   | 103   | 76    | 3   | 2    | 5,396  | 55,029      | 54,257      | 113,177   |
| Distrito 3                                               | 21,305  | 1,656   | 14,874  | 919     | 10    | 5       | 12    | 11    | 1     | 25    | 2   | 0    | 109    | 22,399      | 2,750       | 81,271    |
| Distrito 4                                               | 41,297  | 28,237  | 20,497  | 15,885  | 153   | 92      | 130   | 272   | 85    | 2,404 | 77  | 3    | 4,627  | 65,025      | 51,965      | 160,303   |
| Distrito 5                                               | 4,114   | 4,115   | 32,982  | 32,823  | 453   | 83      | 124   | 696   | 451   | 550   | 10  | 2    | 497    | 39,803      | 39,804      | 95,544    |
| Distrito 6                                               | 19,852  | 19,252  | 39,914  | 37,877  | 161   | 442     | 102   | 725   | 122   | 320   | 20  | 3    | 1,599  | 61,223      | 60,623      | 127,146   |
| Distrito 7                                               | 35,030  | 27,740  | 28,648  | 31,706  | 429   | 84      | 202   | 905   | 664   | 2,777 | 134 | 6    | 0      | 71,937      | 64,647      | 170,453   |
| Distrito 8                                               | 31,871  | 14,731  | 23,432  | 11,883  | 86    | 60      | 89    | 159   | 48    | 477   | 12  | 2    | 8,067  | 52,754      | 35,614      | 124,826   |
| Distrito 9                                               | 9,875   | 9,673   | 19,548  | 22,259  | 234   | 66      | 109   | 1,383 | 245   | 1,387 | 25  | 0    | 2,741  | 38,324      | 38,122      | 96,635    |
| Distrito 10                                              | 8,548   | 9,428   | 12,326  | 19,440  | 244   | 101     | 141   | 909   | 632   | 724   | 20  | 3    | 898    | 31,660      | 32,540      | 94,463    |
| Total                                                    | 220,250 | 158,899 | 234,467 | 221,747 | 2,412 | 1,210   | 1,275 | 6,409 | 2,606 | 9,281 | 437 | 21   | 25,784 | 491,432     | 430,081     | 1,190,670 |
| Fuente: Prácticas electorales y democracia en Chihuahua. |         |         |         |         |       |         |       |       |       |       |     |      |        |             |             |           |

De esta información publicada por El Diario, se desprendió que haciendo una comparación entre los datos obtenidos según las actas de escrutinio de las casillas y los resultados oficiales del cómputo de la elección realizado días después el PAN había perdido alrededor de 60 mil votos mientras el PRI había perdido poco más de 12 mil votos, esto debido a la anulación arbitraria de diversas casillas, sobre todo en los Distritos con cabecera en Ciudad Juárez.
Finalmente, en el caso del Distrito 7, el Colegio Electoral de la Cámara de Diputados terminó desechando los recursos de apelación del PAN y dándole el triunfo al candidato del PRI, mientras que en el Distrito 3, el Colegio Electoral de la Cámara de Diputados ajustó los resultados de este distrito añadiendo los cómputos de las 106 casillas restantes, manteniéndose el triunfo del candidato del PAN. Debido a esto, el Colegio Electoral resolvió la elección de este distrito hasta el 24 de septiembre, y sus resultados no serían tomados en cuenta para la ponderación en el total nacional publicado en el Diario Oficial de la Federación.
Años después, en sus memorias, el entonces presidente de la república, Miguel de la Madrid comentaría sobre las elecciones federales intermedias en Chihuahua que las divergencias en los datos de las actas y los cómputos serían a causa de «un fraude electoral panista».